# Molnár György (politikus)
Molnár György (Hajdúnánás, 1820. október 24. – Debrecen, 1880. május 16.) ügyvéd, országgyűlési képviselő; a Debrecen városi törvényhatósági bizottság tagja.

## Életútja
Kora ifjúságában a Hajdúkerületben kezdte közpályáját. Az 1848-49. évi országgyűlésen részt vett mint képviselő és a függetlenségi harc mozgalmaiban mint kormánybiztos. A szabadságharc után ügyvédeskedett és gazdálkodott, különösen a dohánytermesztéssel előszeretettel foglalkozott. Ennek tanulmányozása végett később a magyar kormány megbízásából nagyobb külföldi utazást is tett. 1872-ben újra a törvényhozói pályát választotta és Debrecen képviselője lett; 1879-ben Debrecen III. kerülete újra megválasztotta. A kormánypárt egyik jelentékeny tagja volt. 

## Munkája
- Nagym. Gorove István m. kir. földm., ipar és kereskedelmi miniszter urhoz jelentése a dohányügy tanulmányozása végett, tekintettel annak földmívelési, gyáripari, nemzetgazdászati és financzialis oldalaira, Nyugot-Európa dohánytermelő s gyártó országaiba 1868. aug. végén kibocsátott három tagú küldöttség többségének. Debreczen, 1869. (Beliczey Istvánnal együtt).

Országgyűlési beszédei az 1848-49. Közlönyben és a Naplókban (1872-80) vannak. 